# Nefrusobek
Nefrusobek, nota anche come Sobekneferu; e col nome completo di Sobekkara Sobekneferu/Nefrusobek) (... – 1793 a.C.) è stata una regina egizia della XII dinastia, che regnò come faraone dopo la morte di suo fratello Amenemhat IV. Fu l'ultimo sovrano della XII dinastia e governò l'Egitto per poco meno di 4 anni (3 anni e 11 mesi secondo il Canone Reale), dal 1797 a.C. al 1793 a.C. o, secondo altri studiosi, dal 1806 a.C. al 1802 a.C.. Il suo nome significa Bellezza di Sobek.
Al termine del suo regno gli studiosi fanno coincidere, tradizionalmente, l'improvvisa fine del glorioso Medio Regno e l'inizio del confuso periodo storico noto come Secondo periodo intermedio (1793 a.C. - 1550 a.C.).

## Famiglia

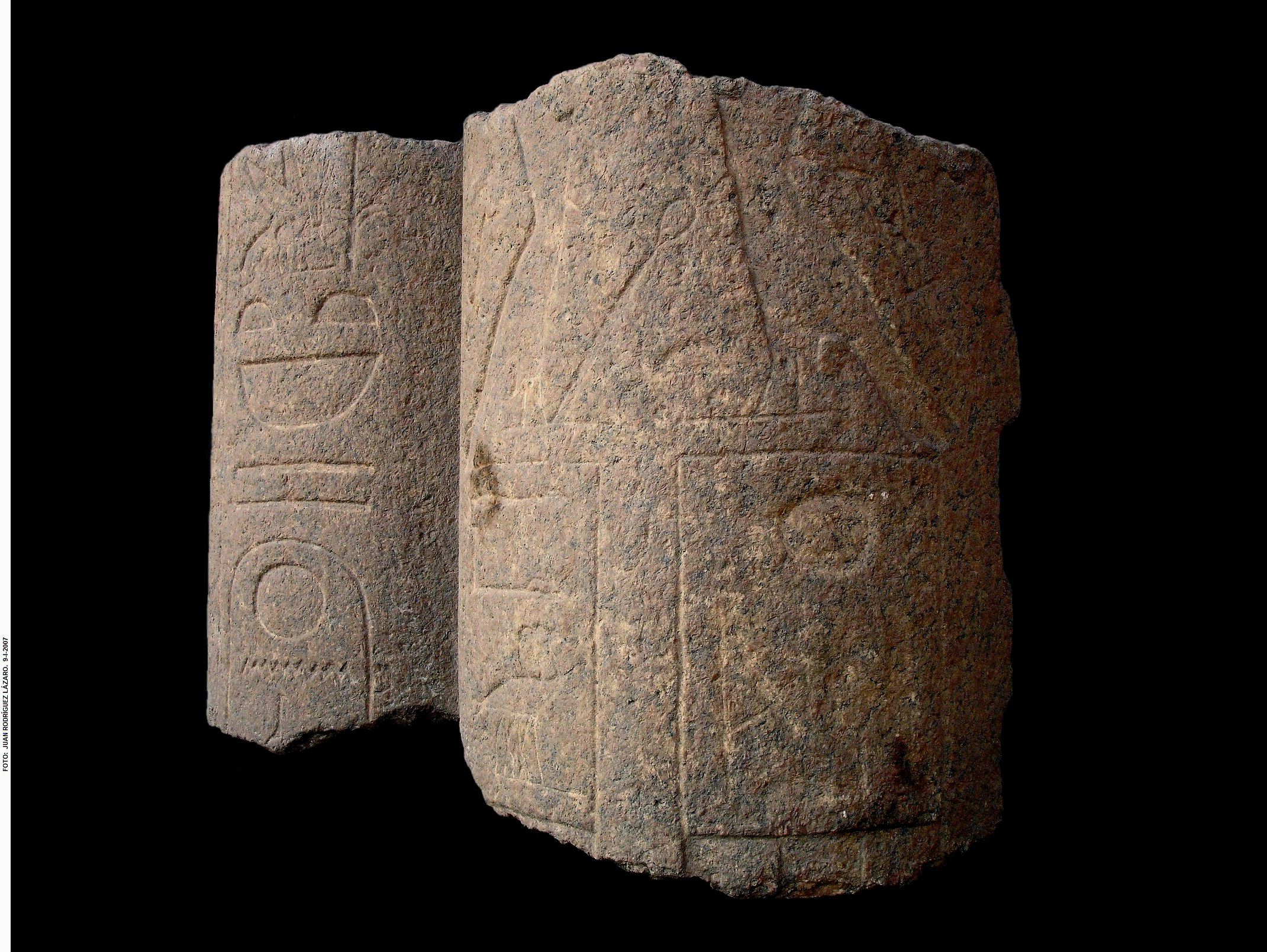
Colonne recanti i nomi di Amenemhat III e Nefrusobek. Museo egizio del Cairo.

Fu una figlia del faraone Amenemhat III. Manetone, sacerdote e storico egizio d'epoca tolemaica, scrisse che Nefrusobek fu sorella del re Amenemhat IV, anche se nessun rilevamento archeologico prova tale legame. Nefrusobek ebbe una sorella di nome Neferuptah, forse la prima erede del padre e/o del fratello. Sono stati ritrovati esemplari del nome di Neferuptah inscritto all'interno di un cartiglio, prerogativa pressoché regale; esiste inoltre una piramide a lei destinata a Hawara. In ogni caso, Neferuptah morì in giovane età.
Non esistendo riscontri che confermino la storicità di Nitocris, personaggio forse semi-leggendario, Nefrusobek è da considerare come il primo faraone donna storicamente inoppugnabile della storia egizia: reperti a suo nome, infatti, provengono da varie località del Basso Egitto.

## Dibattito sull'ascesa al trono

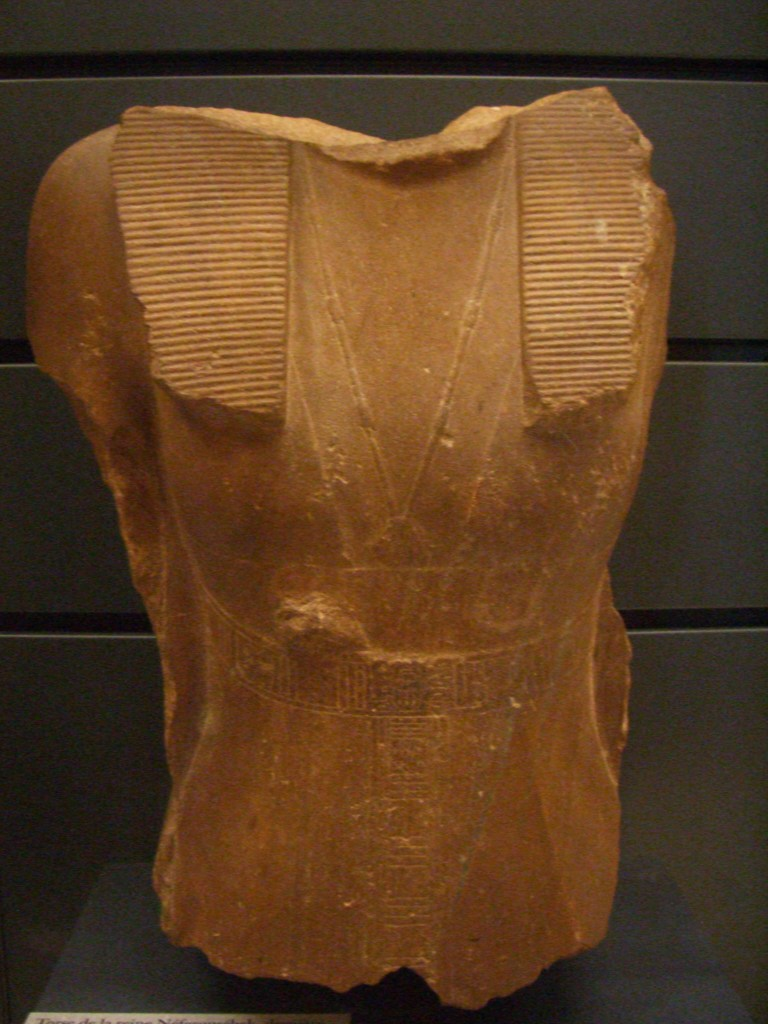
Statua frammentaria di Nefrusobek, dove si notano il corpo femminile e parte della corona regale. Museo del Louvre, Parigi.

Prima di salire al trono Nefrusobek fu sacerdotessa di Sobek, il dio-coccodrillo di Shedet, e fu anche il primo personaggio regale nell'antico Egitto a portarne il nome teoforo (Sobekkara; Nefrusobek), usanza che si consoliderà con l'imminente XIII dinastia.
Gli eventi che determinarono la sua ascesa al trono non sono chiari. Esistono deboli indizi che indicherebbero un'associazione al trono tra Amenemhat III e Nefrusobek ma, al contempo, è confermata una coreggenza tra Amenemhat III e il figlio Amenemhat IV. In aggiunta a questa circostanza ambigua si deve considerare che non ci sono prove concrete di una coreggenza tra Amenemhat IV e Nefrusobek, né di loro regni separati contemporanei (come venne suggerito in passato, basandosi sull'assenza di reperti a nome di lei provenienti dall'Alto Egitto), né di un loro matrimonio con conseguente ascesa al potere di lei dopo la morte del fratello. Percy E. Newberry (JEA, 29, 1943, pp. 74–5) ipotizzò che Amenemhat III avesse nominato coreggenti sia il figlio Amenmenhat IV che la figlia Nefrusobek e che quest'ultima, alla morte del fratello, avrebbe regnato da sola. L'egittologo italiano Franco Cimmino ha però fatto notare che numerosi ritrovamenti del solo cartiglio di Amenemhat IV invalidano la teoria di Newberry del regno congiunto. Questa situazione confusa ha suggerito l'esistenza di contrasti all'interno della famiglia reale, dovuti forse a dispute sulla successione, come accadeva sovente nell'antico Egitto al termine di regni particolarmente lunghi (ad esempio Pepi II). In ogni caso Nefrusobek riuscì, a un certo punto, a imporsi come sovrana. Fu la prima donna della storia egizia a venire designata, nella titolatura reale, come faraone femmina.

## Regno

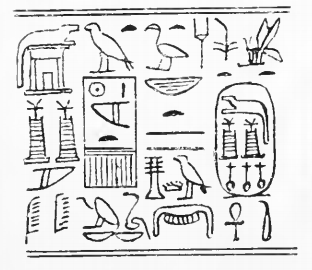
Trascrizione di Flinders Petrie del sigillo cilindrico recante la titolatura di Nefrusobek, conservato al British Museum.

Gli avvenimenti del suo regno ci sono praticamente ignoti. I suoi cartigli appaiono accanto a quelli del padre, Amenemhat III, nella regione del Fayyum, più precisamente all'interno del Labirinto di Meride, dove forse terminò certi progetti architettonici iniziati, appunto, dal padre. È grazie a un sigillo cilindrico (ora al British Museum) che conosciamo gran parte della titolatura reale di Nefrusobek; il suo nome appare anche su elementi architettonici di edifici di culto. Alcune statue che la rappresentano vennero ritrovate non lontano da Tani, anche se in nessuna di queste si è conservato il volto, mentre nella seconda cateratta è registrata una piena del Nilo datata al suo 3º anno di regno. Un busto in grovacca, un tempo all'Ägyptisches Museum und Papyrussammlung di Berlino ma perduto durante la Seconda guerra mondiale (oggi visibile solamente in fotografia) è stato identificato nel 1988, da parte dell'egittologa Biri Fay, come un ritratto di Nefrusobek.

### Dibattito sulla fine della XII dinastia
I documenti archeologici non permettono di ricostruire gli eventi che determinarono la caduta improvvisa della prestigiosa e riformatrice XII dinastia, che annoverò alcuni dei faraoni più solidi e determinati della storia egizia. Si possono formulare solo teorie: esclusa l'ipotesi di una invasione straniera, data la supremazia egizia e l'equilibrio territoriale imposti dai sovrani della XII dinastia, il collasso potrebbe essere stato provocato: 
I rilievi archeologici, infatti, non sembrano suggerire alcuna rottura brutale comparabile alla caduta della VI dinastia e alla fine dell'Antico Regno (ca. 2160 a.C.): apparentemente, fino all'invasione degli hyksos, centocinquanta anni dopo, il Paese non sprofondò nel caos e nel disordine, né all'interno né su fronti esterni, trattandosi forse di una crisi limitata al solo potere centrale.
Non si ha la certezza di dove Nefrusobek si fece seppellire in quanto la piramide settentrionale di Mazghuna (poco a sud di Dahshur) è tradizionalmente attribuita a lei pur senza prove concrete. Il suo successore fu il primo sovrano della XIII dinastia, molto probabilmente Ugaf, anche se non si sa se per matrimonio con lei o per altre vie, oppure suo nipote Sobekhotep II.

## Liste Reali
|            | \| \| \| non citato \| \| \| |
|            |                              |
| non citato |                              |
|            |                              |

|            |
| non citato |
|            |

| N5 | I4 | D28 |

| N5 | I4 | D28 |

| N5 | I4 | D28 |

| N5 | I4 | D28 |

| N5 | I4 | D28 |

| N5 | I4 | D28 |

| N5 | I4 | D28 |

| N5 | I4 | D28 |

| N5 | F35 | F35 | F35 | I4 | G7 |

| N5 | F35 | F35 | F35 | I4 | G7 |

| N5 | F35 | F35 | F35 | I4 | G7 |

| N5 | F35 | F35 | F35 | I4 | G7 |

| N5 | F35 | F35 | F35 | I4 | G7 |

| N5 | F35 | F35 | F35 | I4 | G7 |

| N5 | F35 | F35 | F35 | I4 | G7 |

| N5 | F35 | F35 | F35 | I4 | G7 |

## Titolatura
| G5 |

| G5 |

| N5 | U6 | M17 | M17 | t |

| N5 | U6 | M17 | M17 | t |

| N5 | U6 | M17 | M17 | t |

| N5 | U6 | M17 | M17 | t |

| N5 | U6 | M17 | M17 | t |

| N5 | U6 | M17 | M17 | t |

| N5 | U6 | M17 | M17 | t |

| N5 | U6 | M17 | M17 | t |

| G16 |

| G16 |

| G39 | t | S42 | nb · t | N16 · N16 |

| G39 | t | S42 | nb · t | N16 · N16 |

| G8 |

| G8 |

| R11 | t · N28 | G5 · S12 |

| R11 | t · N28 | G5 · S12 |

| M23 · X1 | L2 · X1 |

| M23 · X1 | L2 · X1 |

| N5 | I4 | D28 |

| N5 | I4 | D28 |

| N5 | I4 | D28 |

| N5 | I4 | D28 |

| N5 | I4 | D28 |

| N5 | I4 | D28 |

| N5 | I4 | D28 |

| N5 | I4 | D28 |

| G39 | N5 |

| G39 | N5 |

| nfr · nfr · nfr | I5 |

| nfr · nfr · nfr | I5 |

| nfr · nfr · nfr | I5 |

| nfr · nfr · nfr | I5 |

| nfr · nfr · nfr | I5 |

| nfr · nfr · nfr | I5 |

| nfr · nfr · nfr | I5 |

| nfr · nfr · nfr | I5 |

## Altre datazioni
| Autore        | Anni di regno         |
| ------------- | --------------------- |
| Malek         | 1805 a.C. - 1801 a.C. |
| von Beckerath | 1798 a.C. - 1794 a.C. |